# Jozef De Clerck
Jozef De Clerck (Wortel, 14 oktober 1894 - Nan-hao-ts'ien, 13 juni 1929) was een Scheutist die missiewerk deed in China (Tientsin). Daarnaast schreef hij honderden gedichten.
Vanaf 1908 volgde hij middelbaar onderwijs aan het Klein Seminarie van Hoogstraten. Na de Eerste Wereldoorlog trok hij naar Scheut waar zijn noviciaat eindigde op 8 september 1919. Op 28 september werd hij in Scheut tot priester gewijd. Op zijn 31ste verjaardag verbleef hij in Tientsin waar hij met enkele confraters lessen Chinees volgde. Daarna vertrok hij naar Mongolië wat zijn hoofdverblijf werd. Reeds na vier jaar missionariswerk stierf De Clerck aan de gevolgen van vlektyfus. Hij werd begraven op het kerkhof van Wortel, zijn geboortedorp.